# キッチン・ユキ
株式会社キッチンユキ（ 英: KITCHENYUKI Co., Ltd. ）は、石川県白山市 （旧・松任市）にある洋食店を運営する日本の企業。

## 概要
1966年（昭和41年）、金沢駅前にあった金沢ビル（金沢都ホテル）の地下1階で創業。1972年（昭和47年）に松任へ進出し、現在地に松任バイパス店（当時の呼称）がオープンした。
「ユキ」の名は創業者･宮島幸雄が、修行時代先輩達にこう呼ばれていたことにちなむ。
濃厚なカレーソースは、金沢カレーの中でも色が濃いことから「金沢ブラックカレー」の名がつけられた。
かつて存在したジャスコ野々市店の2階にも出店しており、また北陸自動車道のまっとう車遊館にも支店「浪漫」があった。

## 主なメニュー
主力商品はカレーライスとスパゲッティとベーキライス（洋風チャーハンのこと）の3種に、ハンバーグやエビフライなどを添えたもの。トッピングを追加することも出来る。
- 玉子野菜スパゲッティ…野菜入りのオムレツを載せたスパゲッティ。ハントンライスにアイディアを得て考案された。
- オールスターカレー／ベーキ…カレーやベーキライスにトッピングを豪快に盛り付けたもの。

他